# فرودگاه ال لیدا-الگوآیره
فرودگاه ال لیدا-الگوآیره (به انگلیسی: Lleida-Alguaire Airport) (به زبان بومی: Aeroport de Lleida-Alguaire) یک فرودگاه همگانی با کد یاتا ILD است که یک باند فرود بله دارد و طول باند آن آسفالت متر است. این فرودگاه در شهر لریدا کشور اسپانیا قرار دارد و در ارتفاع ۳۵۰ متری از سطح دریا واقع شده‌است.

## شرکت‌های هواپیمایی و مقصدهای پروازی
| شرکت‌های هواپیمایی                    | مقصدهای پروازی                       |
| ------------------------------------ | ------------------------------------ |
| هواپیمایی ارکیا                      | بن گوریون                            |
| شبه‌جزیره ایبری اجرا توسط ایر نوستروم | پالما د مایورکا فصلی: ایبیزا، منورکا |
| نروجین ایر شاتل                      | چارتر فصلی: گاتویک                   |
| Thomas Cook Airlines                 | گاتویک، منچستر چارتر فصلی: بلفاست    |